# «Мерседес» уходит от погони
«„Мерседес“ уходит от погони» — советский художественный фильм о Великой Отечественной войне, снятый в 1980 году режиссёром Юрием Ляшенко на киностудии им. А. Довженко.

## Сюжет
Действие фильма происходит во время Великой Отечественной войны.
Капитан РККА Локтев приезжает к матери погибшего Саши Ермолаенко, чтобы рассказать, как погиб её сын.
Захватив в качестве трофея автомобиль «Мерседес», группа советских разведчиков-диверсантов под командованием капитана Локтева под видом немецких солдат и офицеров совершает дерзкий рейд в тылу противника (116-й мотодивизии) по контролируемым врагом дорогам. Их задача выяснить, где противник готовит массированный контрудар, а где сосредотачивает технику для отвлечения внимания от главного удара. Разведчики понимают всю опасность своего положения, когда находят трупы своих погибших товарищей, ранее посланных в разведку и не вернувшихся.
Однако добыть ценные разведданные, внедрившись в немецкие механизированные колонны и не нарваться на фельджандармерию, это ещё полдела. Нужно вырваться к своим, ведь полковнику абвера Абту становится известно, что в запретной зоне появилась советская разведка, а значит, вся немецкая операция на грани провала. Понимая, что вырваться из немецкого «мешка» смогут не все, Ермолаенко ценой собственной жизни задерживает немцев, отвлекая их на себя, когда раненный Локтев и другие, уезжая на «Мерседесе», по радиостанции передают бесценные сведения своим. По злой иронии судьбы убийцей Ермолаенко стал случайно оказавшийся в перестрелке немецкий оперный певец Дилер, прибывший на фронтовые гастроли из Германии.

## В ролях
- Герман Юшко — Владимир Локтев, капитан, руководитель группы
- Михаил Голубович — Вася Головин, шофёр (озвучил актёр Павел Морозенко)
- Анатолий Рудаков — Лёня Михайлов, радист
- Игорь Ливанов — Саша Ермоленко, переводчик
- Анатолий Барчук — Бордзий
- Борис Юрченко — Компаниец
- Вилорий Пащенко — Шалейкис
- Алексей Горячев — Дударь
- Юрий Мацарев — полковник Никитин
- Хейно Мандри — полковник Абт
- Рейн Коткас — артист Дилер
- Арнис Лицитис — лейтенант-связист Шульте
- Янис Мелдерис — майор Дитрих
- Борис Болдыревский — механик самолёта
- Юрий Мысенков — адъютант Никитина
- Маргарита Кошелева — Меланья
- Михаил Игнатов — немец
- Виктор Павловский — шофёр лейтенанта Шульте
- Людмила Чиншева — Люся
- Леонид Яновский — подполковник
- Николай Савицкий — унтер-офицер Бляйхер

## Съёмочная группа
- Автор сценария: Игорь Шевцов
- Режиссёр: Юрий Ляшенко
- Оператор: Николай Журавлёв
- Композитор: Евгений Дога

## Особенности
Группа советских разведчиков в фильме носит очень характерный и хорошо известный послевоенный советский военный камуфляж КЗМ-П (известен также как «серебряный лист» или «серая берёзка», образца 1957 года), широко распространённый в позднем СССР, который не имел ничего общего ни с одним из множества вариантов камуфляжей используемых в немецкой армии во время Второй мировой войны. Большая часть техники, используемая в фильме, также изготовлена в среднем лет на 20 позднее событий Второй мировой войны, которые показаны в фильме.

## Музыка
В сцене с артистами на берегу звучит песня «Das ist die Liebe der Matrosen» группы Comedian Harmonists.
В финальной сцене звучит песня В. Высоцкого «Он не вернулся из боя». Автор песни умер вскоре после выхода фильма в прокат.